# Cirque Jules-Verne
Le Cirque Jules-Verne est situé place Longueville à Amiens. Construit en 1889 par l'architecte Émile Ricquier, il portait le nom de Cirque municipal d'Amiens jusqu'en 2003.
Le Cirque Jules-Verne fait l’objet d’une inscription au titre des monuments historiques depuis le 29 octobre 1975 pour ses façades et toitures.

## Historique

### Les origines du projet
La tradition du cirque à Amiens remonte à 1845. À cette époque, on élève chaque année, pour la Foire de la Saint-Jean, un bâtiment éphémère en planches que l’on démonte ensuite. La Foire se tient sur l’ancien bastion de Longueville, que le démantèlement des fortifications a permis de transformer en esplanade.
En 1865, une Société du Cirque se constitue afin d’encourager la municipalité d’Amiens à construire un cirque en dur, comme vient alors de le faire la ville de Reims.
Le site de la place Longueville est définitivement retenu, mais la ville hésite devant l’ampleur de la dépense. Prudente, elle décide de construire en 1874 un cirque provisoire en bois qui se maintient péniblement jusqu'en 1888.

### La construction du Cirque municipal
L’idée d’un cirque en dur se concrétise et aboutit en 1887. L’impulsion est donnée par le maire républicain d’Amiens, Frédéric Petit. Celui-ci se voit activement soutenu par Jules Verne, installé à Amiens depuis 1871 et futur conseiller municipal. On trouve une trace de l’amour de l’illustre écrivain pour le cirque dans deux romans qu’il écrit à Amiens : Mathias Sandorf, en 1883, et César Cascabel, en 1889.
Les plans sont confiés à Émile Ricquier, architecte du département de la Somme et ancien élève de Gustave Eiffel. L’objectif est de livrer le nouveau cirque pour la Foire de la Saint-Jean de juin 1889, soit pour le centenaire de la Révolution Française, ainsi que le rappelle Jules Verne dans son discours d’inauguration. Il l'appelle ainsi, aussi en l'honneur de Jules Verne sans quoi il n'aurait pas été possible de réaliser ce projet. Il a abouti grâce à sa participation et sa détermination.
Les dépenses engagées pour la construction du cirque se révèlent colossales. Le coût de l’édifice est de 815 630 francs de l’époque. L’importance des dépenses est principalement liée à l’échelle monumentale du projet et aux coûteux travaux de fondations, rendus nécessaires par la présence des vestiges de l’ancien bastion et le passage d’un tunnel ferroviaire sous la place. À cela s’ajoute la volonté de doter le cirque d’un éclairage électrique et d’un chauffage central, alimentés tous deux par une machine à vapeur.
Le dimanche 23 juin 1889, le Cirque est inauguré par le maire Frédéric Petit et Jules Verne, qui, en tant que vice-président de la 4e commission chargée des affaires culturelles, prononce le discours d’usage.
«  Le nouveau cirque est une œuvre d'art que votre administration municipale a voulu doter de tous les perfectionnements de l'industrie moderne. C'est le plus beau, sans conteste, c'est aussi le plus complet par ses aménagements et son outillage qui a été édifié en France et à l'étranger. »
— Jules Verne (Extrait du discours d'inauguration)

### LeXXesiècle

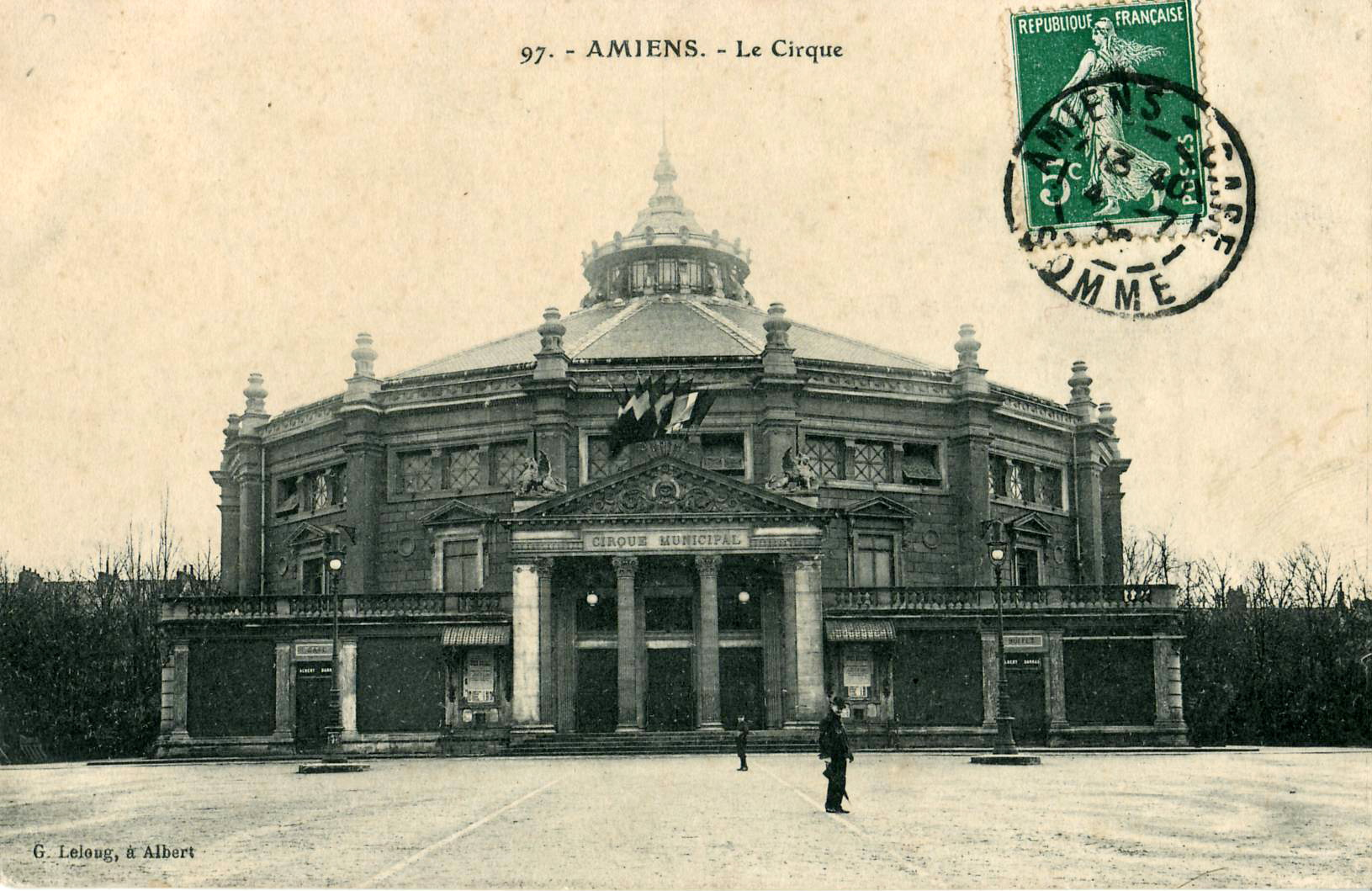
Le Cirque vers 1906

Alors que de nombreux cirques en dur disparaissent tout au long du XXe siècle en France, celui d’Amiens survit aux risques de démolition et aux désastres des guerres. Seul un obus, en 1916, endommage la toiture et les buvettes, et fait disparaître l’une des deux marquises de fer forgé qu’Émile Ricquier avait tendues au-dessus des guichets. En 1958, la cheminée de 35 mètres de haut est raccourcie de 10 mètres au prétexte de la sécurité.
Son enveloppe d’origine ainsi préservée, le Cirque va accueillir les multiples activités pour lesquelles il a été conçu. À la fois cirque, palais des congrès, salle de spectacle polyvalente, il accueille les meetings, les fêtes, les séances de cinéma, les compétitions de boxe ou de catch, ainsi que les spectacles de variété. Les plus grands noms de la piste et de la scène s'y produisent. De 1946 à 1951 la société Parisienne de spectacles créé par Emile Audiffred et Roger Audiffred. Ils proposèrent des programmes de qualité, on pouvait applaudir Les Clowns François et Albert Fratellini, Boulicot et Recordier, Grock, Lu et Tonio, Rhum... et le Radio Circus. En outre, la qualité de son architecture et son charme authentique attirent de grands noms du cinéma qui viennent y tourner plusieurs scènes de leurs films. C’est le cas de Federico Fellini pour Les Clowns en 1972, de Jean-Jacques Beineix pour Roselyne et les Lions en 1989, ou de Nico Papatakis pour Les Équilibristes en 1991.
A la fin des années 60 début des années 70, les caméras de télévision s’y installèrent à plusieurs reprises afin d’y tourner quelques émissions  de la célèbre  « Piste aux Étoiles » présentée par Roger Lanzac.
Les années 1980 voient la création de l'École de Cirque d’Amiens, avec le soutien d’Annie Fratellini.

### Le Cirque aujourd'hui

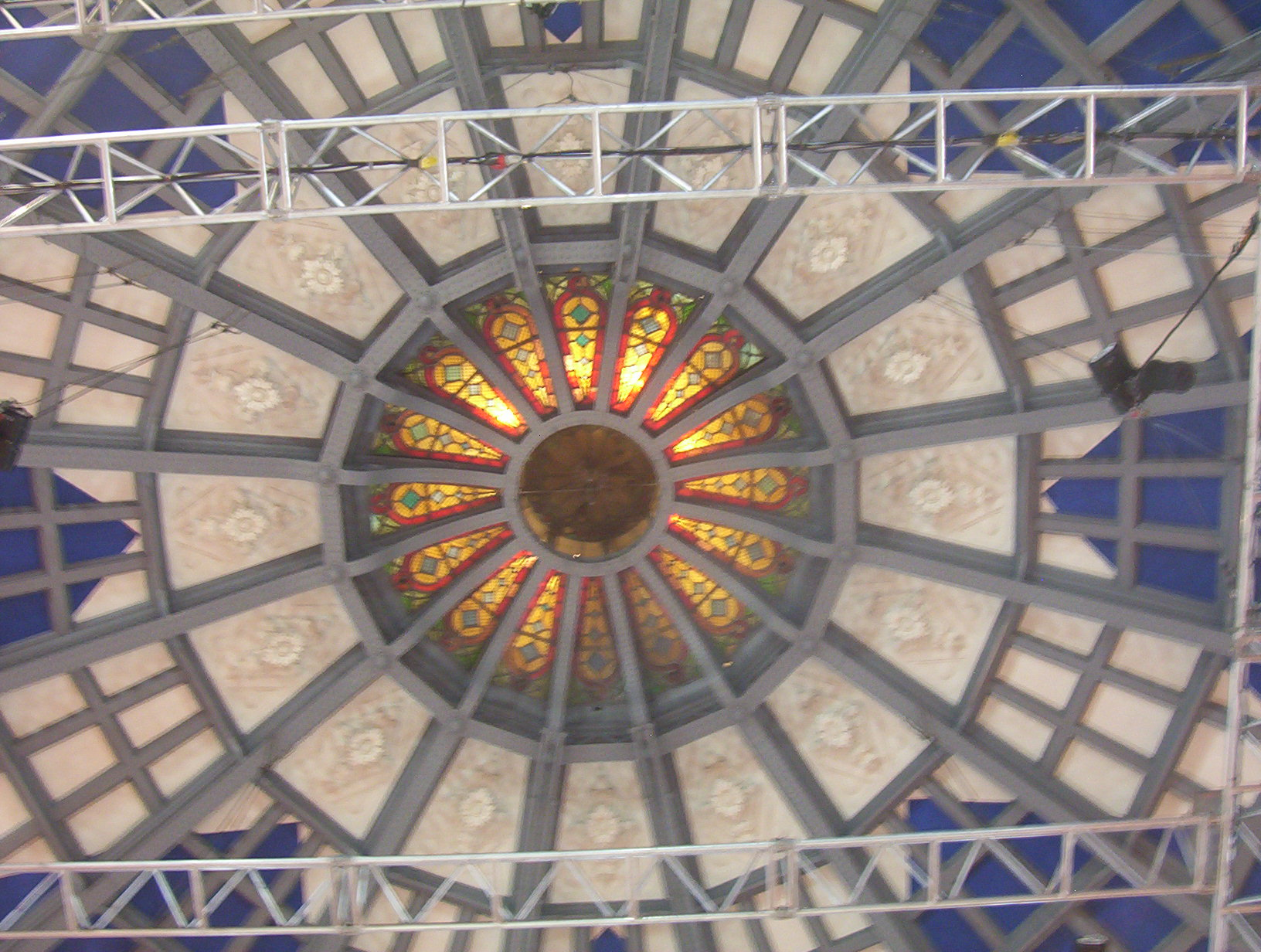
La coupole

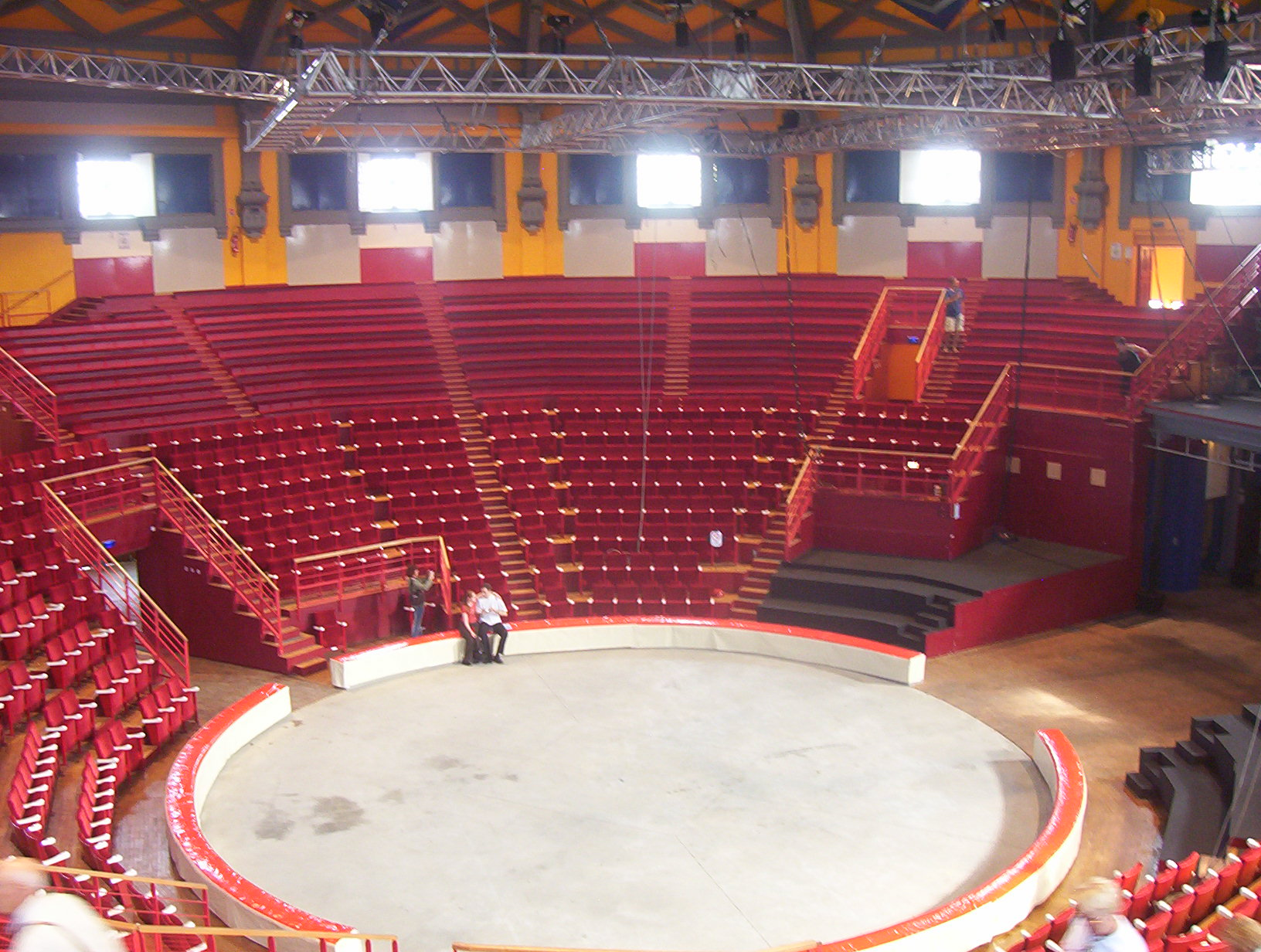
La piste

Consciente de la valeur patrimoniale et culturelle de son cirque municipal, la communauté d'agglomération d'Amiens Métropole décide de procéder en 2002-2003 à la rénovation complète de l'édifice. Aux travaux de restauration et de nettoyage des façades, effectués en 1992, succède un vaste programme de restauration des espaces intérieurs sous la conduite des architectes Eric Dubosc, Marc Landowski et Michel Lefort, pour un montant de 3,04 millions d’euros (dont 0,6 M€ pour Amiens Métropole et autant pour la région).
Le Cirque est mis aux normes de confort, d'espace et de sécurité modernes, tout en cherchant à respecter l’esprit initial du lieu. Si le nombre de places assises passe de 3 100 à 1 700 à l'issue des travaux, les nouveaux sièges plus spacieux "sic" restent tendus de velours de mohair rouge comme à l'origine. Les vitraux du lanterneau sont restaurés. Réalisée dans le cadre d'une commande publique, une composition picturale de l’artiste autrichien Ernst Caramelle trace désormais sur la coupole une étoile à huit pointes qui rappelle délibérément la toile des chapiteaux itinérants.
En novembre 2003, le Cirque ouvre à nouveau après un an et demi de travaux de rénovation. À cette occasion, l'édifice inauguré par Jules Verne porte désormais officiellement le nom de l'écrivain. Le Pôle Régional des Arts du Cirque est inauguré et l’équipe chargée de son développement s’installe dans le bâtiment. Le Cirque Arlette Gruss est associé très directement à cette réouverture puisqu’il y présente alors son tout nouveau spectacle et transfère son siège social à Amiens.
Depuis 2011, le Cirque Jules-Verne pour les arts du cirque, le Hangar pour les arts de la rue et l'École de Cirque pour la formation sont réunies au sein d'un Pôle national cirque.
À partir de novembre 2016 de grands travaux de restauration extérieure sont entrepris. En effet de nombreuses infiltrations d’eau provoquant même un trou au niveau du plafond intérieur ont obligé la métropole Amiénoise à envisager ces travaux en urgence. C’est un gros chantier d’1,6 million d’euros car en plus des travaux au niveau du toit et de la façade , on en profite pour redonner un éclat tout a fait particulier à l’extérieur en restituant  leurs couleurs d’origines aux menuiseries: rouge saint Émilion  (120 ouvrants sont en même temps remplacées) et pour les ferronneries le bleu Seychelles, et puis on recrée une marquise identique à celle détruite par un obus en 1916 et jusqu’alors jamais remplacée, et qui vient prendre place au dessus des guichets de la façade  en pendant de celle qui avait résisté au temps.
Petite anecdote : à la fin de ces travaux on en profite même  pour ré-accrocher dans le hall d’accueil du cirque  une lanterne d’origine , qui avait disparu au fil du temps  et qui avait été retrouvée dans une exposition consacrée au cirque au Canada et que le collectionneur a accepté de restituer au Cirque d’Amiens.

## Présentation

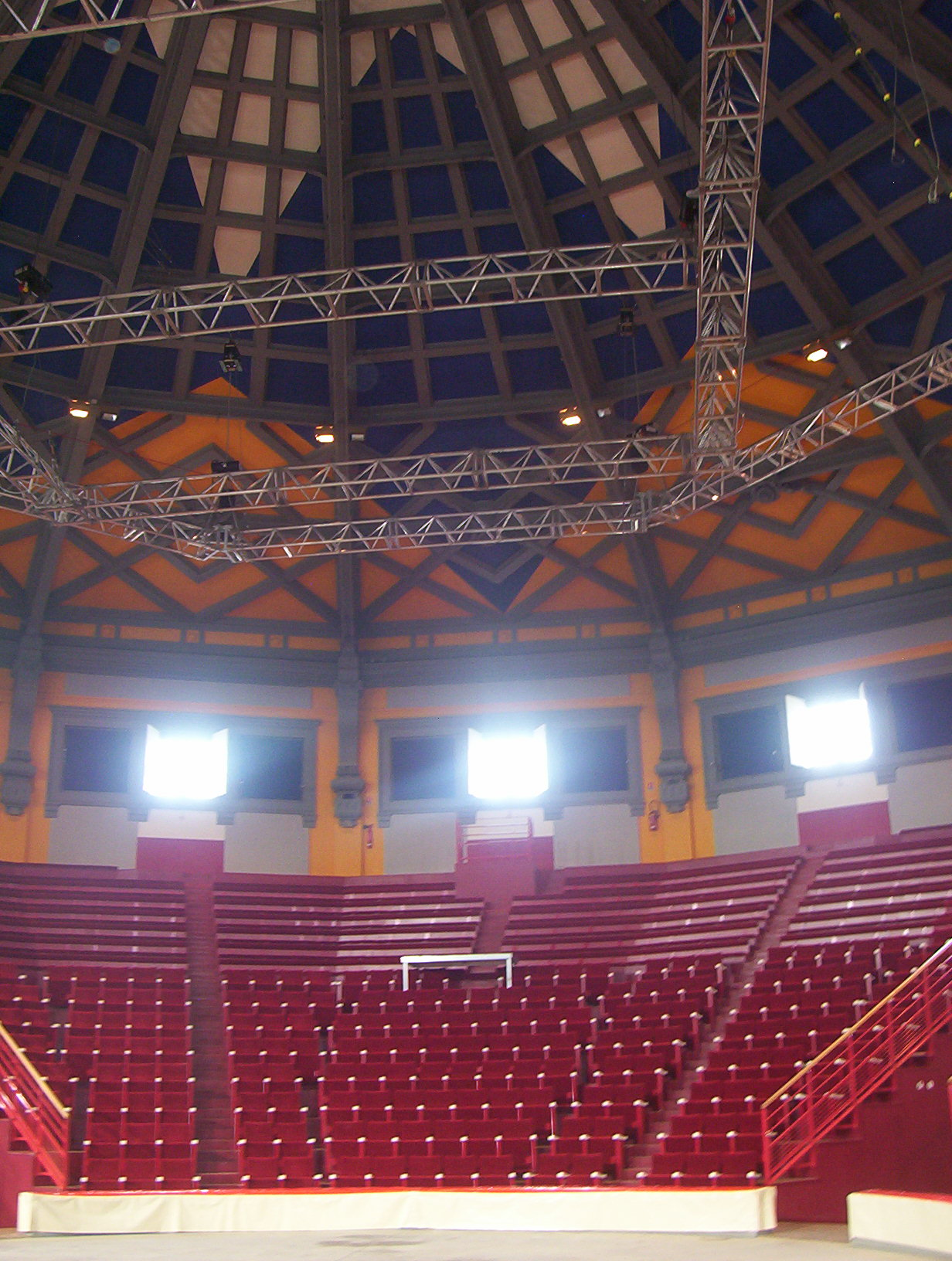
Les gradins

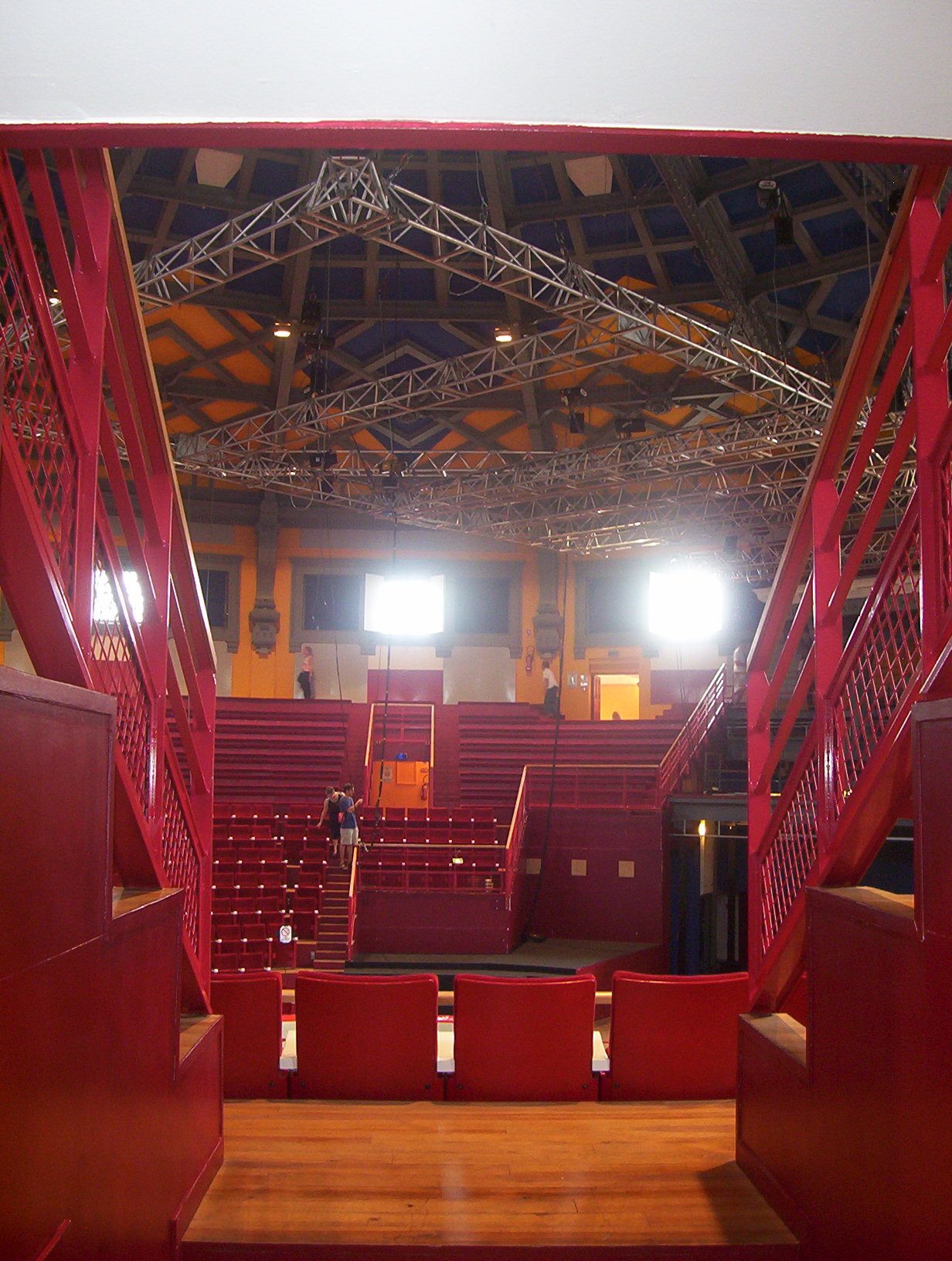
Entrée des gradins

Plus grand cirque en dur de France, le Cirque Jules-Verne compte 1 650 places en circulaire ou 1 400 places en mode scène.
Sa piste fait 13 m de diamètre, la distance réglementaire permettant à un cheval de courir au galop au bout d'une longe.

## Missions et programmation
Aujourd'hui, le Cirque Jules-Verne est un EPCC labellisé Pôle national cirque dont la vocation principale est de promouvoir le cirque sous toutes ses formes ; du cirque traditionnel aux cirques contemporains, tout en s'ouvrant aux autres formes artistiques.
Depuis 2003, le Cirque propose chaque année une saison complète d’arts du cirque.
Dans le cadre de sa programmation, il accueille aussi régulièrement d'autres spectacles vivants, des concerts, des One-man-show, etc.

## Architecture
Émile Ricquier conçoit tout d’abord un bâtiment de style régionaliste s'appuyant sur le style architectural amiénois de la deuxième moitié du XIXe siècle avec la brique, tout en laissant apparaître les structures métalliques propres à son apprentissage chez Gustave Eiffel. Charles Garnier, alors rapporteur du Conseil Général des Bâtiments Civils, n'est pas satisfait du projet et lui réclame un enduit pour donner un esprit pierre à l’édifice. L'architecte amiénois revoit alors ses plans et a recours à une inspiration plus parisienne et plus académique, c'est-à-dire à un style néoclassique, éclectique et historicisant. L’architecte de l’Opéra de Paris est donc à l’origine du projet définitif.

### L’extérieur du bâtiment

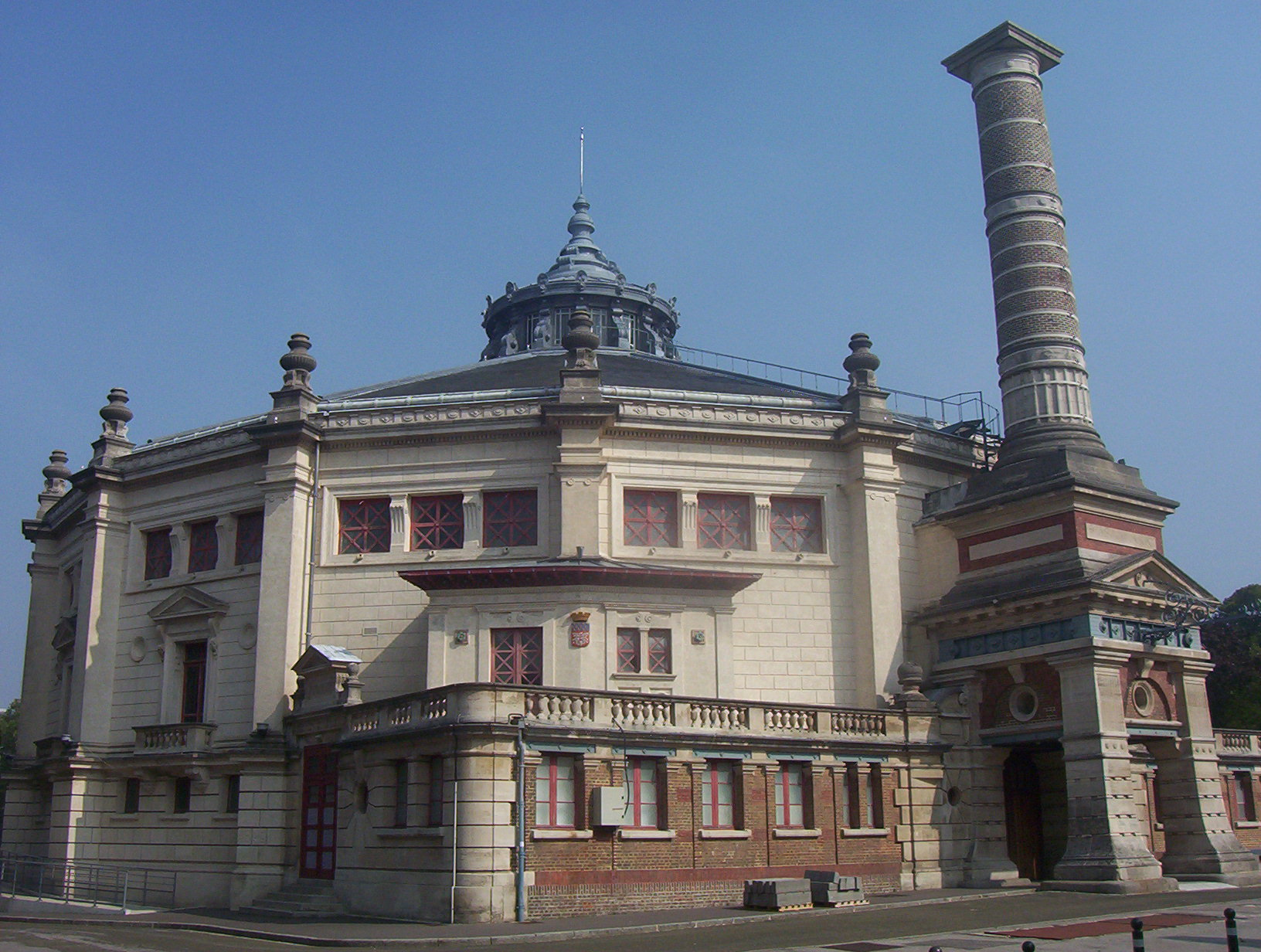
L'arrière du cirque

Le plan consiste en un polygone à 16 pans, de 44 mètres de diamètre et 150 mètres de circonférence, centré sur une piste circulaire. Il s’inspire du modèle fourni par Jacques Ignace Hittorff au Cirque d'été.
On ne voit pas de bâtiments fonctionnels adjacents, tels que loges d’artistes, écuries, selleries, magasins d’accessoires. Émile Ricquier les a intégrés au rez-de-chaussée même du cirque, sous l’amphithéâtre.
La façade principale est marquée par un portique d’entrée en avant-corps, orné de l’inscription : CIRQUE MUNICIPAL en lettres d’or sur fond de pierre blanche. De part et d’autre, deux pavillons bas, couverts en terrasse, abritent 2 restaurants.
L’élévation du tambour proprement dit est constituée de deux niveaux de baies montées sur un haut soubassement à bossages. Le rythme y est donné par les contreforts du polygone, tous coiffés d’un vase percé à usage d’aération. Au-dessus s’élève le toit dont les 16 versants convergent vers un lanterneau fournissant un éclairage zénithal.
À l’arrière, du côté du quartier Henriville, l’entrée des artistes est ménagée sous la cheminée formant porche. C’est à la base de cette cheminée de brique qu’est écrite en chiffres romains la date de l’inauguration : 1889.

### L'intérieur du bâtiment
À l'époque de sa construction, la modernité du cirque d’Amiens réside principalement dans les solutions novatrices apportées aux différents problèmes techniques. Ainsi, pour intégrer la cheminée de la machine à vapeur, l’architecte se réfère à la Halle au Blé de Paris, où une colonne est accolée à un édifice circulaire. Pour répondre à la polyvalence de l’édifice, il remplace la traditionnelle tribune d’orchestre par un montoir muni d’un mécanisme permettant de transformer une partie des gradins en scène provisoire. En outre, il crée un volume intérieur d’un seul tenant, sans appuis gênants pour le public, grâce à une charpente contrebutée par les contreforts extérieurs. Seize poutres métalliques, soutenues par des consoles et liées par des entretoises, convergent à 26 mètres de hauteur autour du lanterneau. Au bois du système d’Hittorff, Émile Ricquier substitue le fer, qu’il laisse apparent. En véritable amoureux de ce matériau, il utilise les armatures structurelles pour tirer de leur dessin à la fois rayonnant et concentrique l’ensemble des figures et des rythmes décoratifs de la charpente.
La décoration intérieure du Cirque d’Amiens a quelque peu évolué au cours des siècles. Les décorateurs du XIXe siècle, fidèles aux principes de l’éclectisme, optent résolument pour le style pompéien. Sur les parois à fond rouge antique, ornées de guirlandes soulignant les fenêtres, ils tracent une frise polychrome où alternent des têtes d’hommes et de femmes. Dans les losanges et les caissons dessinés par les entretoises du plafond et ourlés d’un filet d’or, ils sèment arabesques, fleurs et rosaces. Dans le hall et les coursives donnant accès aux gradins, ils multiplient les faux marbres, les stucs, et les mosaïques. De cet état ancien, il subsiste quelques traces sous la décoration actuelle.

## Accès
Le Cirque Jules-Verne est situé place Longueville, à proximité du centre-ville et à moins de 15 minutes à pied de la gare d'Amiens.
Pour les automobilistes, il est possible de stationner sur le parking gratuit situé devant l'entrée principale du bâtiment.
Le site est également desservi par le bus : Arrêt Cirque Jules Verne ou Cirque Municipal via les lignes L2, B5, 
B7, 
B9, 
B16 et 
Ci.
La station Vélam la plus proche est la station n°17, située Mail Albert 1er.
Le Cirque est accessible aux personnes à mobilité réduite et des places sont réservées pour les fauteuils roulants.